# Artàban de Pèrsia
Artàban de Pèrsia (grec antic: Ἀρτάβανος o Ἀρτάπανος) fou un fill d'Histaspes i, per tant, germà del rei aquemènida Darios I el Gran.
Com a conseller del seu germà es va mostrar contrari a l'expedició contra els escites europeus, que Darios finalment va portar a terme. Més tard, quan Ariamenes, el fill gran de Darios I de Pèrsia, va reclamar el tron, va actuar com a àrbitre i va decidir en favor del seu altre nebot Xerxes, de qui també fou conseller quan va pujar al tron. Xerxes el va enviar de Grècia a Pèrsia per governar el país en la seva absència.